# Walter og Carlo i Amerika
Walter og Carlo i Amerika er en dansk komedie fra 1989, instrueret af Jarl Friis-Mikkelsen og Ole Stephensen. Det er den tredje film i Walter og Carlo-serien.

## Medvirkende
- Ole Stephensen
- Jarl Friis-Mikkelsen
- Tony Curtis
- Jan Malmsjö
- Bjørn Watt Boolsen
- Ghita Nørby
- Ulrik Cold
- Ulf Pilgaard
- Jesper Klein
- Carsten Knudsen
- Uffe Rørbæk Madsen
- Viggo Sommer
- Søren Østergaard
- Kirsten Lehfeldt
- Søs Egelind
- Svend Aage Nielsen
- Clifton James

## Resumé
Den pæne Walter og hans brovtende ven Carlo er for tredje gang på eventyr; denne gang hinsides Atlanten, hvor de bl.a. skal aflevere Den lille Havfrue. De indblandes tilfældigt i en kompliceret sag mellem amerikanske og russiske agenter.